# Calyampudi Radhakrishna Rao
Calyampudi Radhakrishna Rao (em canarês: ಕಲ್ಯಾಂಪುದಿ ರಾಧಾಕೃಷ್ಣ ರಾಯ) FRS (Hoovina Hadagalli, 10 de setembro de 1920 – Búfalo, 23 de agosto de 2023) foi um matemático indiano. Recebeu o doutoramento Honoris Causa pela Universidade Nova de Lisboa em 2006/2007.

## Vida
Foi um matemático e estatístico indiano-americano. Foi professor emérito da Pennsylvania State University e Pesquisador da University at Buffalo. Rao foi homenageado por vários colóquios, graus honorários e festivais e foi premiado com a Medalha Nacional de Ciência dos Estados Unidos em 2002. A American Statistical Association o descreveu como "uma lenda viva cujo trabalho influenciou não apenas as estatísticas, mas teve implicações de longo alcance para campos tão variados como economia, genética, antropologia, geologia, planejamento nacional, demografia, biometria e medicina. "The Times of India" listou Rao como um dos os 10 maiores cientistas indianos de todos os tempos. Rao também é um consultor sênior de Política e Estatística da Indian Heart Association sem fins lucrativos, com foco em aumentar a conscientização sobre doenças cardiovasculares do Sul da Ásia.

## Morte
Rao morreu no dia 23 de agosto de 2023 aos 103 anos, em Búfalo, Estados Unidos.

## Áreas de contribuições de pesquisa
- Teoria da estimativa
- Inferência estatística e modelos lineares
- Análise multivariada
- Desenho Combinatório
- Matrizes ortogonais
- Biometria
- Genética estatística
- Matriz inversa generalizada
- Equações funcionais

## Publicações selecionadas

### Livros
- 2020. PEREIRA, B. de B.; RAO, Calyampudi Radhakrishna.; OLIVEIRA, F. B.;Statistical Learning Using Neural Networks: A Guide for Statisticians and Data Scientists com Python, CRC Press, London.
- 2017. Book Review: Multivariate Statistical Methods, A Primer
- 2016. (com Lovric, M.) Testing Point Null Hypothesis of a Normal Mean and the Truth: 21st Century Perspective
- 2009. (com PEREIRA, B. de B.) Data Mining Using Neural Networks: A Guide for Statisticians. State College, Pennsylvania, 2009. 186 p.
- 1999. (com Helge Toutenburg, Andreas Fieger et al.). Linear Models: Least Squares and Alternatives, 2ed, Springer Series in Statistics. Springer
- 1998. (com M. Bhaskara Rao). Matrix Algebra & Its Applications to Statistics & Econometrics. World Scientific
- 1997. Statistics And Truth: Putting Chance To Work, 2ed. Wspc
- 1996. Principal Component and Factor Analyses. PN
- 1996. Extensions of a Characterization of an Exponential Distribution Based on a Censored Ordered Sample.
- 1996. Bootstrap by Sequential Resampling. PN
- 1993. Applications of Multivariate Analysis. PN
- 1992. Signal Estimation, Multitarget Tracking and Related Areas.
- 1989. Multivariate Analysis and Its Applications. PN
- 1988. Linear Transformations, Projection Operators and Generalized Inverses; A Geometric Approach. PN
- 1984. Recent Results on Characterization of Probability Distributions: A unified Approach through Extensions of Deny's Theorem. PN
- 1973. Linear Statistical Inference and Its Applications, 2nd Edition. Wiley-Interscience
- 1973. On a Unified Theory of Estimation in Linear Models. PN
- 1973. (com A.M. Kagan et al.). Characterization Problems in Mathematical Statistics, Wiley Series in Probability & Mathematical Statistics.
- 1972. (com Sujit Kumar Mitra). Generalized Inverse of Matrices and Its Applications, Probability & Mathematical Statistics. John Wiley & Sons
- 1963. Essays on econometrics and planning. Statistical Pub. Society
- Volumes Editados
- 2015. (Ed. com Marepalli B. Rao). Handbook of Statistics 32: Computational Statistics with. Elsevier
- 2013. (Ed. com Venu Govindaraju). Handbook of Statistics 31: Machine Learning: Theory and Applications. North Holland
- 2012. (Ed. com Tata Subba Rao and Suhasini Subba Rao). Handbook of Statistics 30: Time Series Analysis: Methods and Applications . North Holland
- 2012. (Ed. com Ranajit Chakraborty and Pranab K. Sen). Handbook of Statistics 28: Bioinformatics in Human Health and Heredity. North Holland
- 2011. (Ed. com Dipak K. Dey). Essential Bayesian Models. North Holland
- 2011. (Ed. com Danny Pfeffermann). Essential Methods for Design Based Sample Surveys. North Holland
- 2009. (Ed. com Danny Pfeffermann). Handbook of Statistics 29A: Sample Surveys: Design, Methods and Applications. North Holland
- 2009. (Ed. com Danny Pfeffermann). Handbook of statistics 29B Sample Surveys: Inference and Analysis. North Holland
- 2007. (Ed. com J. Philip Miller and D.C. Rao). Handbook of Statistics 27: Epidemiology and Medical Statistics. North Holland
- 2006. (Ed. com Sandip Sinharay). Handbook of Statistics, Volume 26: Psychometrics. North Holland
- 2005. (Ed. com Dipak K. Dey). Handbook of Statistics 25: Bayesian Thinking, Modeling and Computation. North Holland
- 2005. (Ed.). Handbook of Statistics 24: Data Mining and Data Visualization. North Holland
- 2004. (Ed. com N. Balakrishnan). Handbook of Statistics 23: Advances in Survival Analysis. North Holland
- 2003. (Ed. com Ravindra Khattree). Handbook of Statistics 22: Statistics in Industry. North Holland
- 2001. (Ed. com N. Balakrishnan). Handbook of Statistics 20: Advances in Reliability, North-Holland Mathematics Studies. Elsevier
- 2001. (Ed. com D. N. Shanbhag). Handbook of Statistics 19: Stochastic Processes: Theory and Methods. North-Holland
- 2000. (Ed. com Pranab Kumar Sen). Handbook of Statistics 18: Bioenvironmental and Public Health Statistics. North-Holland
- 1998. (Ed. com N. Balakrishnan). Handbook of Statistics 17: Order Statistics: Applications. North-Holland
- 1998. (Ed. com N. Balakrishnan). Handbook of Statistics 16: Order Statistics: Theory & Methods. North-Holland
- 1997. (Ed. com G.S. Maddala). Handbook of Statistics 15: Robust Inference. Elsevier
- 1996. (Ed. com G.S. Maddala). Handbook of Statistics 14: Statistical Methods in Finance. Elsevier
- 1996. (Ed. com S. Ghosh). Handbook of Statistics 13: Design and Analysis of Experiments. North Holland
- 1994. (Ed. com G.P. Patil). Handbook of Statistics 12: Environmental Statistics. Elsevier
- 1994. (Ed. com G.P. Patil). Multivariate Environmental Statistics., Volume 6 in North-Holland Series in Statistics and Probability. North Holland
- 1993. (Ed. com G. S. Maddala and H. D. Vinod). Handbook of Statistics 11: Econometrics, Techniques and Instrumentation in Analytical Chemistry. Elsevier
- 1993. (Ed. com N. K. Bose). Handbook of Statistics 10: Signal Processing and its Applications, Elsevier
- 1993. (Ed.). Handbook of Statistics 9: Computational Statistics. North-Holland
- 1991. (Ed. com R. Chakraborty). Handbook of Statistics 8: Statistical Methods in Biological and Medical Sciences. North-Holland.
- 1988. (Ed. com Krishnaiah P.R.). Handbook of Statistics 7: Quality Control and Reliability.
- 1988. (Ed. com P. R. Krishnaiah). Handbook of Statistics 6: Sampling. North-Holland.
- 1969. (Ed. com R. C. Bose, I. M. Chakravarti et al.). Essays in Probability and Statistics, Monograph Series in Probability and Statistics. The University of North Carolina Press

### Livros didáticos
- 1970. Advanced Statistical Methods in Biometric Research. Macmillan

### Obras Coletadas
- 1996. Selected Papers of C.R. Rao 3. (Ed). S. Das Gupta et al. Wiley-Interscience
- 1995. Advances in Econometrics and Quantitative Economics, Essays in Honor of Professor C.R. Rao. (Eds.) G. S. Maddala, T. N. Srinivasan, and Peter C. B. Phillips. Wiley-Blackwell
- 1994. Selected Papers of C.R. Rao 2. (Ed). S. Das Gupta et al. Wiley-Interscience
- 1994. Selected Papers of C.R. Rao 1. (Ed). S. Das Gupta et al. Wiley-Interscience
- 1982. Statistics and Probability: Essays in Honor of C. R. Rao. (Ed.). Kallinapur. Elsevier